# Писаревка (Малинский район)
Писаревка (укр. Писарівка) — село на Украине, находится в Малинском районе Житомирской области. Расположено на реке Каменка.
Код КОАТУУ — 1823481802. Население по переписи 2001 года составляет 106 человек. Почтовый индекс — 11616. Телефонный код — 4133. Занимает площадь 0,988 км².

## Адрес местного совета
11600, Житомирская область, Малинский р-н, с. Владовка